# Mustelus griseus
Espèce
Répartition géographique
Statut de conservation UICN

 DD  : Données insuffisantes
Mustelus griseus est une espèce de requins.